# Lukovec (Chorwacja)
Lukovec – wieś w Chorwacji, w żupanii kopriwnicko-kriżewczyńskiej, w gminie Rasinja. W 2011 roku liczyła 44 mieszkańców.